# Marie-Anne Rommel
Marie-Anne Rommel (Bruges, 29 agosto 1955) è un'ex cestista belga.

## Carriera
Con il Belgio ha disputato due edizioni dei Campionati europei (1980, 1985).